# Alkandros (Lykier)
Alkandros (altgriechisch Ἄλκανδρος Álkandros) ist in der griechischen Mythologie ein lykischer Kämpfer im Trojanischen Krieg.
In Homers Ilias kämpft er mit den mit Troja verbündeten Lykiern gegen die anrückenden Griechen, wobei er von Odysseus getötet wird. Bei Vergil, der Teile der Ilias in der Aeneis ins Lateinische übertragen hat, ist Alkandros ein Gefährte des Aeneas. Hier wird er von Turnus getötet.